# سانتا ماريا ديلا ساليوت
سانتا ماريا ديلا ساليوت هي كنيسة رومانية كاثوليكية تقع في مدينة البندقية، إيطاليا.